# Log Yamben
Log Yamben est un village du Cameroun, rattaché à la commune de Nyanon, situé dans le département de la Sanaga-Maritime et la région du Littoral, situé sur la route qui lie Hock à Mahonda. 

## Population et développement
En 1967, la population de Log Yamben était de 71 habitants, essentiellement des Bassa. La population de Log Yamben était de 63 habitants dont 33 hommes et 30 femmes, lors du recensement de 2005.  